# Roald Dahl Museum and Story Centre

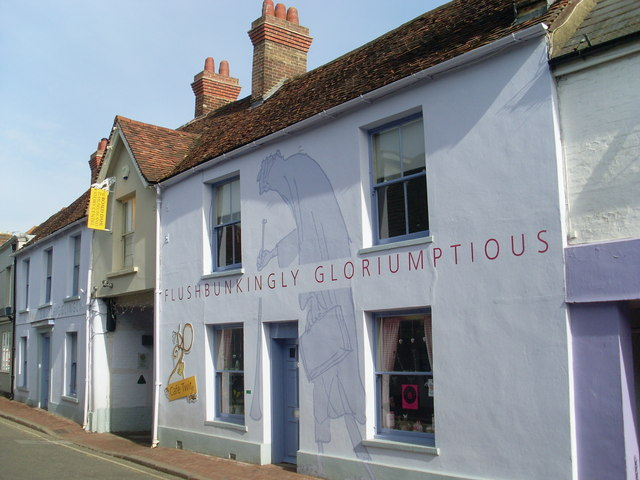

Het Roald Dahl Museum and Story Centre is een museum in het Engelse Great Missenden. Het museum is gewijd aan schrijver Roald Dahl en werd geopend in 2005. De collectie omvat manuscripten en correspondentie van de schrijver. Er worden ook workshops gegeven.